# Grand Hotel (nummer)
"Grand Hotel" is een nummer van de Britse band Procol Harum. Het nummer verscheen op hun gelijknamige album uit 1973. In mei van dat jaar werd het uitgebracht als de derde single van het album.

## Achtergrond
De tekst van "Grand Hotel" is geschreven door Keith Reid, terwijl de muziek is geschreven door zanger Gary Brooker. Het is geproduceerd door Chris Thomas. In het nummer wordt een luxe diner in een Frans hotel bezongen. Sinds hun doorbraak in 1967 had de band veel tijd in dit soort hotels doorgebracht. Met het nummer doet de band een poging om hun eerdere hit "A Salty Dog" uit 1969 te recreëren. Douglas Adams raakte door het nummer geïnspireerd om zijn boek Het restaurant aan het eind van het heelal te schrijven.
Brooker vertelde in een interview dat hij altijd muzikale ideeën verzamelde voor de teksten van Reid, maar soms was dit andersom het geval. Over "Grand Hotel" zei hij: "Ik denk dat het beste voorbeeld hiervan 'Grand Hotel' is. De tekst gaat volledig over grootsheid. Het is eigenlijk een autobiografisch verhaal over Procol Harum op tournee. Maar de grootsheid van de woorden, en alle uitdrukkingen van het eten en de wijn en de fonkelingen en de kroonluchters, daar keek ik naar en ik dacht, nou, je moet hier een atmosfeer uit toveren. En aangezien ik hierin dezelfde ervaringen als Keith had, wist ik hopelijk zijn tekst te interpreteren als iets dat dit hele effect verbetert." Reid vertelde tevens dat "Grand Hotel" een van zijn favoriete nummers is, en dat hij vooral trots is op de regel 'Dover sole and oeufs mornay, profiteroles and peach flambé'.
"Grand Hotel" staat bekend om het bombastische geluid. Brooker vertelde hierover: "Vooral 'Grand Hotel' schreeuwde om een orkest. Dus we namen dat nummer op met een orkest, en we hadden er ook een koor bij." Tevens zei hij: "Het instrumentale deel in het midden is een herinnering aan wat je misschien gehoord hebt in een groot hotel. Deze muziek hebben we gehoord in allerlei hotels in heel Europa. Voor ons stopte dat toen het Palace Hotel in Southend-on-Sea sloot. Het was het einde van de Palm Court-orkesten waar we vaak naar keken. Dus in het middenstuk, waarin B. J. Wilson 22 mandolines bespeelt, was eigenlijk een Venetiaanse input in het nummer. Wilson vond het leuk om dat op het podium te spelen!"
"Grand Hotel" werd enkel in Nederland een hit. Het bereikte plaats 23 in de Top 40 en plaats 20 in de Daverende Dertig. In diverse landen stond een ander nummer op de B-kant van de single. In de Verenigde Staten was dit de albumversie van "Grand Hotel", in Frankrijk was dit "Fires (Which Burnt Brightly)", in Portugal "T.V. Ceasar", in Duitsland "Robert's Box" en in Nederland "A Rum Tale".

## Hitnoteringen

### Nederlandse Top 40
| Hitnotering: 05-05-1973 t/m 02-06-1973 | Hitnotering: 05-05-1973 t/m 02-06-1973 | Hitnotering: 05-05-1973 t/m 02-06-1973 | Hitnotering: 05-05-1973 t/m 02-06-1973 | Hitnotering: 05-05-1973 t/m 02-06-1973 | Hitnotering: 05-05-1973 t/m 02-06-1973 | Hitnotering: 05-05-1973 t/m 02-06-1973 |
| Week                                   | 1                                      | 2                                      | 3                                      | 4                                      | 5                                      |                                        |
| -------------------------------------- | -------------------------------------- | -------------------------------------- | -------------------------------------- | -------------------------------------- | -------------------------------------- | -------------------------------------- |
| Positie                                | 38                                     | 24                                     | 23                                     | 32                                     | 36                                     | uit                                    |

### Daverende Dertig
| Hitnotering: 05-05-1973 t/m 19-05-1973 | Hitnotering: 05-05-1973 t/m 19-05-1973 | Hitnotering: 05-05-1973 t/m 19-05-1973 | Hitnotering: 05-05-1973 t/m 19-05-1973 | Hitnotering: 05-05-1973 t/m 19-05-1973 |
| Week                                   | 1                                      | 2                                      | 3                                      |                                        |
| -------------------------------------- | -------------------------------------- | -------------------------------------- | -------------------------------------- | -------------------------------------- |
| Positie                                | 30                                     | 22                                     | 20                                     | uit                                    |

### NPO Radio 2 Top 2000
| Nummer met noteringen in de NPO Radio 2 Top 2000 | '00 | '01 | '02 | '03 | '04  | '05 | '06 | '07  | '08 | '09  | '10  | '11  | '12  | '13  | '14  | '15  |
| ------------------------------------------------ | --- | --- | --- | --- | ---- | --- | --- | ---- | --- | ---- | ---- | ---- | ---- | ---- | ---- | ---- |
| Grand Hotel                                      | 782 | -   | 836 | 899 | 1200 | 818 | 888 | 1166 | 973 | 1319 | 1346 | 1301 | 1467 | 1640 | 1673 | 1989 |

1. ↑  Een '-' betekent dat het nummer niet was genoteerd en een vetgedrukt getal geeft de hoogste notering aan.
2. ↑  2000 was het eerste jaar met een notering voor dit nummer.
3. ↑  Deze tabel is bijgewerkt tot en met de laatste editie (2024).